# Fayette (Iowa)
Fayette es una ciudad ubicada en el condado de Fayette en el estado estadounidense de Iowa. En el Censo de 2010 tenía una población de 1338 habitantes y una densidad poblacional de 348,59 personas por km².

## Geografía
Fayette se encuentra ubicada en las coordenadas 42°50′30″N 91°48′13″O / 42.84167, -91.80361. Según la Oficina del Censo de los Estados Unidos, Fayette tiene una superficie total de 3.84 km², de la cual 3.84 km² corresponden a tierra firme y (0%) 0 km² es agua.

## Demografía
Según el censo de 2010, había 1338 personas residiendo en Fayette. La densidad de población era de 348,59 hab./km². De los 1338 habitantes, Fayette estaba compuesto por el 88.57% blancos, el 6.73% eran afroamericanos, el 0% eran amerindios, el 1.94% eran asiáticos, el 0.15% eran isleños del Pacífico, el 1.05% eran de otras razas y el 1.57% pertenecían a dos o más razas. Del total de la población el 2.77% eran hispanos o latinos de cualquier raza.